# جيمي كامبل
جيمي كامبل (بالإنجليزية: Jimmy Campbell)‏ (11 أبريل 1937 في المملكة المتحدة - 1 يناير 1994) هو لاعب كرة قدم بريطاني في مركز جناح ‏. لعب مع نادي بورتسموث ووست بروميتش ألبيون وميدنهد يونايتد ‏ ولينكولن سيتي أف سي ونادي تلفورد يونايتد.